# العلاقات الإماراتية النيوزيلندية
العلاقات الإماراتية النيوزيلندية هي العلاقات الثنائية التي تجمع بين الإمارات العربية المتحدة ونيوزيلندا.

## مقارنة بين البلدين
هذه مقارنة عامة ومرجعية للدولتين:
| وجه المقارنة                                              | الإمارات العربية المتحدة | نيوزيلندا                                              |
| --------------------------------------------------------- | ------------------------ | ------------------------------------------------------ |
| المساحة (كم2)                                             | 83.60 ألف                | 268.02 ألف                                             |
| عدد السكان (نسمة)                                         | 9.40 مليون               | 4.24 مليون                                             |
| الكثافة السكانية (ن./كم²)                                 | 112.44                   | 15.82                                                  |
| العاصمة                                                   | أبو ظبي                  | ويلينغتون، أوكلاند                                     |
| اللغة الرسمية                                             | اللغة العربية            | لغة إنجليزية، اللغة الماورية، لغة الإشارة النيوزيلندية |
| العملة                                                    | درهم إماراتي             | دولار نيوزيلندي، الجنيه النيوزيلندي                    |
| الناتج المحلي الإجمالي (بليون دولار)                      | 382.58 مليار             | 205.85 مليار                                           |
| الناتج المحلي الإجمالي (تعادل القوة الشرائية) بليون دولار | 640.72 مليار             |                                                        |
| الناتج المحلي الإجمالي الاسمي للفرد دولار أمريكي          | 40.44 ألف                |                                                        |
| الناتج المحلي الإجمالي للفرد دولار أمريكي                 | 67.67 ألف                |                                                        |
| مؤشر التنمية البشرية                                      | 0.835                    | 0.914                                                  |
| رمز المكالمات الدولي                                      | +971                     | +64                                                    |
| رمز الإنترنت                                              | .ae، .امارات             | .nz                                                    |
| المنطقة الزمنية                                           | ت ع م+04:00              | ت ع م+13:00، ت ع م+12:00                               |

## منظمات دولية مشتركة
يشترك البلدان في عضوية مجموعة من المنظمات الدولية، منها:
| علم المنظمة | اسم المنظمة                               | تاريخ انضمام الإمارات العربية المتحدة | تاريخ انضمام نيوزيلندا |
| ----------- | ----------------------------------------- | ------------------------------------- | ---------------------- |
|             | مؤسسة التنمية الدولية                     | 23 ديسمبر 1981                        | 1 أكتوبر 1974          |
|             | يونسكو                                    | 20 أبريل 1972                         | 4 نوفمبر 1946          |
|             | وكالة ضمان الاستثمار متعدد الأطراف        | 20 أكتوبر 1993                        | 22 أبريل 2008          |
|             | الأمم المتحدة                             | 9 ديسمبر 1971                         | 24 أكتوبر 1945         |
|             | الفريق المعني برصد الأرض                  | ?                                     | ?                      |
|             | الاتحاد البريدي العالمي                   | ?                                     | ?                      |
|             | البنك الدولي للإنشاء والتعمير             | 22 سبتمبر 1972                        | 31 أغسطس 1961          |
|             | المنظمة الهيدروغرافية الدولية             | ?                                     | ?                      |
|             | الاتحاد الدولي للاتصالات                  | 27 يونيو 1972                         | 3 يونيو 1878           |
|             | منظمة حظر الأسلحة الكيميائية              | ?                                     | ?                      |
|             | مؤسسة التمويل الدولية                     | 30 سبتمبر 1977                        | 31 أغسطس 1961          |
|             | المركز الدولي لتسوية المنازعات الاستشارية | 22 يناير 1982                         | 2 مايو 1980            |
|             | منظمة التجارة العالمية                    | ?                                     | ?                      |
|             | منظمة الشرطة الجنائية الدولية             | ?                                     | ?                      |

## أعلام
هذه قائمة لبعض الشخصيات التي تربطها علاقات بالبلدين:
- سعيد محمد الشامسي (دبلوماسي إماراتي)

## وصلات خارجية
- موقع وزارة الخارجية الإماراتية
- موقع وزارة الخارجية النيوزيلندية